# Johan Jacob Belinfante
Mr Johan Jacob Belinfante (Den Haag, 27 oktober 1874 - Amsterdam, 8 januari 1947) was een Nederlands jurist, journalist en schaakspeler.

## Het geslacht Belinfante
Belinfante was een sefardische familie in Den Haag waaruit sinds 1800 een aantal bekende journalisten  voortkwam. In 1844 begon de samenwerking met de familie Vas Dias, ook een sefardisch journalistengeslacht. In 1869 richtten de twee families in Den Haag het Nederlandsch Correspondentiebureau voor Dagbladen - meestal aangeduid als het Correspondentiebureau - op, waarna zij de parlementaire journalistiek tot ongeveer 1900 domineerden. 
Frederik Joseph Belinfante (1836-1888) was medewerker van de Nederlandse Staatscourant en het Weekblad van het Recht (ook Weekblad van het Regt), opgericht door Isaäc Belinfante (1814-1892). In 1878 werd Isaäc daar hoofdredacteur. Isaäc werd in die functie en ook als mededirecteur van het Nederlandsch Correspondentiebureau voor Dagbladen opgevolgd door zijn jongste zoon Maurits Ernst (1849-1903).
De concurrentie nam toe toen kranten hun eigen journalisten in dienst namen. De families Belinfante en Vas Dias verloren de strijd tegen het Algemeen Nederlands Persbureau (ANP). In 1934 werd het ANP opgericht. Mr. Johan Jacob Belinfante (1874-1947), was de laatste directeur van het Correspondentiebureau en de eerste directeur van het ANP in Den Haag. Zijn zoon mr. Johan Frederik Ernst (Jan) (1902–1942) kwam als adjunct-directeur in de directie.

## Johan Jacob
Johan Jacob  was de zoon van Frederik Joseph Belinfante en Rosalia Elisabeth Hertzveld (1839-1909). Hij ging naar het Gymnasium Haganum, studeerde rechten en volgde Maurits Ernst op als verslaggever van de Eerste en Tweede Kamer. Zijn moeder woonde als weduwe op de Danckertstraat 36 in Den Haag, terwijl Johan Jacob op Verhulststraat 46 woonde.

## Publicaties
- Opmerkingen Over Het Beheer Van Gemeente-Ondernemingen, 1898, met Th H. Mac Gillavry
- Het socialisatie-rapport der S.D.A.P, 1921